# Noh Jong-hyun
Noh Jong-hyun (en hangul, 노종현; RR: No Jong-hyeon; MR: No Jonghyŏn) es un actor surcoreano.

## Biografía
Estudió en la Universidad Dongguk donde se especializó en teatro y cine.

## Carrera
Es miembro de la agencia Vibe Actors.
En octubre del 2017 se unió al elenco recurrente de la serie Because This Is My First Life donde interpretó a Yoon Ji-seok, el hermano menor de Yoon Ji-ho (Jung So-min).
En febrero del 2018 se unió al elenco recurrente de la miniserie Short donde dio vida al patinador de pista corta Maeng Man-bok, el compañero de equipo y amigo de Kang Ho-young (Kang Tae-oh) y Park Eun-ho (Yeo Hoe-hyun).
El 9 de junio del mismo año se unió al elenco principal de la serie Life on Mars donde interpretó a Jo Nam-sik, el detective más joven del equipo, hasta el final de la serie el 5 de agosto del mismo año.
En enero del 2019 apareció en dos episodios de la serie Romance Is a Bonus Book donde dio vida al exnovio de Oh Ji-yool (Park Kyu-young).
El 11 de marzo del mismo año se unió elenco recurrente de la serie He Is Psychometric donde interpretó a Lee Dae-dong, el mejor amigo de Lee Ahn (Park Jin-young) y uno de los pocos que sabe sobre su habilidad, hasta el final de la serie el 30 de abril del mismo año.
En agosto del mismo año se unió al elenco recurrente de la serie Hell Is Other People donde dio vida a Kang Seok-yoon, un nuevo residente en el dormitorio Eden, que quiere ser rapero.
El 8 de enero de 2020 apareció en Drama Stage: Blackout donde interpretó a un conductor sustituto con una naturaleza humana sucia y la única persona que acompaña al taxista Yang Ik-seung (Jung Sang-hoon) durante su pérdida del conocimiento de 8 horas.
El 20 de mayo del mismo año se unió al elenco de la serie Kkondae Intern (también conocida como Old School Intern) donde dio vida a Joo Yoon-soo, un popular nuevo interno en la «Soo Food Ramen Division», así como una persona apasionada por el trabajo y con un carácter fresco y puro, hasta el final de la serie el 1 de julio del mismo año.
Ese mismo año realizará su debut en el cine con la película A Mathematician in Wonderland (이상한 나라의 수학자) donde interpretará a Ddal-bong, el mejor amigo de Ji-woo (Kim Dong-hwi-I), un joven con mal humor por fuera, pero que en realidad se preocupa por sus amigos.
El 17 de noviembre del mismo año se unió al elenco de la serie Live On donde dio vida a Do Woo-jae, un representante de clase brillante y amigable, así como el novio de Kang Jae-yi (Yeonwoo), hasta el final de la serie el 12 de enero de 2021.
En octubre del mismo año se anunció que se había unido al elenco principal de la serie Youth (también conocida como Blue Sky) donde interpretará al alter ego del famoso rapero Min Yoon-gi, miembro del exitoso y popular grupo surcoreano BTS. La serie se espera sea estrenada en el 2021.

## Filmografía

### Series de televisión
| Año     | Título                                | Personaje           | Notas                   | Ref.          |
| ------- | ------------------------------------- | ------------------- | ----------------------- | ------------- |
| 2017    | 여자의 화장에는 이유가 있다           | -                   | Serie web               |               |
| 2017    | Because This Is My First Life         | Yoon Ji-seok        |                         |               |
| 2018    | Short                                 | Maeng Man-bok       | 4 episodios - miniserie |               |
| 2018    | Life on Mars                          | Det. Jo Nam-sik     | 16 episodios            |               |
| 2019    | Romance Is a Bonus Book               | exnovio de Ji-yool  | 2 episodios             |               |
| 2019    | He Is Psychometric                    | Lee Dae-dong        |                         |               |
| 2019    | Hell Is Other People                  | Kang Seok-yoon      |                         |               |
| 2020    | Drama Stage Season 3: Blackout        | Conductor sustituto |                         |               |
| 2020    | Kkondae Intern                        | Joo Yoon-soo        |                         |               |
| 2020-21 | Live On                               | Do Woo-jae          | 8 episodios             | [ 21 ]        |
| 2022    | Youth                                 | Min Yoon-gi         |                         |               |
| 2022    | Duty After School                     | Jang Yeong-hoon     |                         |               |
| 2023-24 | The Story of Park's Marriage Contract | Lee Seok-ju         |                         | [ 22 ] [ 23 ] |
| 2025    | Undercover High School                | Lee Jun-ho          |                         |               |

### Películas
| Año  | Título       | Personaje | Notas                                                                                          |
| ---- | ------------ | --------- | ---------------------------------------------------------------------------------------------- |
| 2022 | In Our Prime | Ddal-bong | Junto a Choi Min-sik, Kim Dong-hee, Park Hae-joon, Park Byung-eun, Kim Young-joo y Jo Yoon-seo |

### Aparición en videos musicales
| Año  | Artista (as)                | Canción                 | Notas |
| ---- | --------------------------- | ----------------------- | ----- |
| 2015 | Loco feat. Gray & DJ Pumkin | "Respect"               |       |
| 2017 | Hong Dae-kwang              | "Fall in Love" (비처럼) |       |

### Teatro
| Año  | Título            | Personaje   | Notas |
| ---- | ----------------- | ----------- | ----- |
| 2017 | Crossing (갈림길) | 소년        |       |
| -    | 한 여름밤의 꿈    | 오베론      |       |
| -    | 굿 닥터           | 이반 / 아들 |       |
| -    | Lost in Yonkers   | 제이        |       |

### Anuncios
| Año  | Título                                         | Notas |
| ---- | ---------------------------------------------- | ----- |
| 2018 | LG Yuplus Professional Baseball Position Image |       |
| 2018 | Maxim Mocha Cafe 1 and 2                       |       |
| 2018 | LG Uploader iPhone 7                           |       |
| 2018 | Bacchus Sparingly                              |       |
| 2018 | KT Company                                     |       |
| 2018 | Samsung Campaign                               |       |
| 2018 | Hacker's Talk                                  |       |
| 2018 | Absolute                                       |       |
| 2018 | Samsung Electronics                            |       |
| 2018 | Ed Wash                                        |       |